# Gábor Gerstenmájer
Gábor Gerstenmájer (* 13. September 1967 in Satu Mare) ist ein ehemaliger rumänischer Fußballspieler und derzeitiger -trainer. Er spielte neben der rumänischen Divizia A auch in der schweizerischen Nationalliga A und wurde in der Saison 1991/92 Torschützenkönig in Rumänien. Seit Sommer 2011 ist er Co-Trainer beim FC Schaffhausen in der Schweizer 1. Liga.

## Karriere als Spieler
Gerstenmájer begann seine Karriere in seiner Heimatstadt Satu Mare bei Olimpia, wo er 1987 in den Kader der ersten Mannschaft aufrückte, die seinerzeit in der zweithöchsten Spielklasse, der Divizia B spielte. Da er zunächst nicht zum Einsatz kam, wurde er in der Winterpause 1987/88 an den Ligakonkurrenten Victoria Carei ausgeliehen, mit dem er allerdings am Saisonende abstieg. Gerstenmájer kehrte nach zu Olimpia zurück und kam fortan häufiger zum Einsatz.
Nachdem in der Saison 1989/90 der Aufstieg zum wiederholten Male knapp verpasst worden war, stieg er durch Vereinswechsel in die Divizia A auf, indem er sich dem FC Brașov anschloss. Dort machte er mit 15 Toren auf sich aufmerksam, so dass bereits 1991 ein Wechsel zum Spitzenklub Dinamo Bukarest zustande kam. Mit Dinamo wurde Gerstenmájer auf Anhieb Meister und rumänischer Torschützenkönig.
In der Winterpause 1992/93 erhielt Gerstenmájor die Gelegenheit, ins Ausland zu wechseln, und schloss sich dem FC Luzern an, der in der schweizerischen Nationalliga B um den Aufstieg spielte und diesen zum Saisonende auch schaffte. Danach konnte er seine Torjägerqualitäten in Luzern nicht unter Beweis stellen und kam in der Saison 1994/95 immer seltener zum Einsatz, so dass er Luzern verließ und erneut in die Nationalliga B – dieses Mal zum FC Schaffhausen – wechselte. Dort führte der offensive Mittelfeldspieler in drei Spielzeiten jeweils die interne Torschützenliste an. Zudem bestritt er 1997 mit dem Verein die Auf-/Abstiegsrunde und erreichte das Halbfinale des Schweizer Cup, das mit 1:2 gegen Gerstenmájers ehemaligen Verein FC Luzern verloren ging. Im Sommer 1999 verließ Gerstenmájer nach viereinhalb Jahren Schaffhausen und schloss sich dem Ligakonkurrenten FC Winterthur an, mit dem ihm auch nicht der erhoffte Aufstieg gelang. Dort war er während zweieinhalb Jahren Spielmacher und Kapitän. Im Februar 2002 wechselte er für die Aufstiegsrunde in die Nationalliga A zum FC Baden und ließ in der Saison 2002/03 seine Karriere beim FC Frauenfeld in der drittklassigen 1. Liga ausklingen.

## Nationalmannschaft
Gerstenmájer kam im Jahr 1992 zu drei Einsätzen für die rumänische Fußballnationalmannschaft, blieb aber ohne Tor. Sein Debüt gab er am 12. Februar 1992 gegen Griechenland.

## Karriere als Trainer
Seit dem Ende seiner aktiven Laufbahn ist Gerstenmájer als Trainer von unterklassigen Schweizer Vereinen tätig. Zunächst arbeitete er in seinem Wohnort als Juniorentrainer beim FC Wiesendangen. Mit dem FC Oberwinterthur stieg er von der 2. Liga regional in die vierthöchste Spielklasse, die 2. Liga interregional, auf und wurde anschließend Spielertrainer beim FC Bülach. Im November 2007 unterschrieb er einen ab dem 1. Januar 2008 gültigen Vertrag als Nachfolger von René Brandenberger beim SC Brühl St. Gallen in der 2. Liga interregional. Nachdem er mit dem Verein im Sommer 2010 den Aufstieg in die drittklassige 1. Liga geschafft hatte, wurde sein Vertrag nicht verlängert und der Niederländer Erik Regtop wurde sein Nachfolger. Gerstenmájer, der seit einigen Jahren zudem in Winterthur als Fitnesstrainer arbeitete, versuchte danach, beim FC Schaffhausen in der Challenge League einen Trainerjob zu bekommen. Eine Anfrage im Winter 2010 scheiterte zunächst, doch nach dem Abstieg des Vereins in die 1. Liga wurde er im Sommer 2011 Trainer der U14-Jugend und Co-Trainer von Hans Stamm bei der ersten Mannschaft.

## Erfolge
- Rumänischer Meister: 1992
- Rumänischer Torschützenkönig: 1992

## Sonstiges
Gerstenmájer ist verheirateter Familienvater. Sein Sohn Patrick (* 23. Mai 1992) spielt seit 2010 in der zweiten Mannschaft des FC Winterthur.